# Hosokawa Chieko
Hosokawa Chieko (細川 智栄子 sinh ngày 1 tháng 1 năm 1935 tại Osaka, Nhật Bản) là một nữ mangaka., được biết đến với các tập truyện Kurenai no Bara (くれないのバラ) từ năm 1958, khi còn đang sinh hoạt và làm việc trong Shoujo Club (Câu lạc bộ sáng tác các truyện tranh thuộc thể loại shoujo).
Trong năm 1991, Hosokawa đã đạt giải thưởng dành cho tác giả có nhiều đóng góp của nhà xuất bản Shogakukan (thể loại shōjo) do độc giả bình chọn dành cho bộ truyện Ouke no Monshou.

## Tác phẩm
- Nakuna Parikko (1963 - 1964, Shoujo Friend / Wakagi Shobou, 3 tập)
- Shinju no Inochi (1966, Shoujo Friend / Kodansha, 1 tập). Tác phẩm này, tác giả đã hợp tác với Yukio Tsud
- Bara no Yukue ha (1966 - 1967, Shoujo Friend / Kodansha, 2 tập). Tác phẩm này tác giả hợp tác với Tadashi Ikut
- Oshare na Toubou Sha (1967, Shoujo Friend / Kodansha, 1 tập). Tác phẩm này tác giả hợp tác với Tadashi Ikut
- Akogare (1968 - 1969, Shoujo Friend / Kodansha, 5 tập
- Attention Please (1970 - 1971, Shoujo Friend / Kodansha, 2 tập). Tác phẩm này tác giả hợp tác với Kamiji Itsuo;
- Maboroshi no Hanayome (1972, Shoujo Friend / Akita Shoten, 1 tập)
- Kuroi Hohoemi (1974, Shoujo Comic / Orion Shuppan, 4 tập)
- Venus no Koi (1975, Shoujo Comic / Orion Shuppan, 1 tập)
- Cinderella no Mori (1975 - 1976, Princess / Akita Shoten, 3 tập). Tác phẩm này tác giả hợp tác với Kureyama Midori;
- Ouke no Monshou (1976, Princess / Akita Shoten, 70 tập và đang tiếp tục)
- Yume desu (1977, Shoujo Comic / Orion Shuppan, 1 tập)
- Hakushaku Reijou (1979 - 1987, Hitomi / Akita Shoten, 12 tập).

Bà đã đạt được những thành công lớn nhất của mình với Ouke No Monshou, bộ truyện đã được sáng tác liên tục từ năm 1976 đến nay. Tuy nhiên, Hosokawa sẽ kết thúc tác phẩm như thế nào thì hiện vẫn chưa có câu trả lời.